# بنی‌جمح
بنی‌جمح (به عربی: بنو جمح) تیره‌ای از قبیله قریش و از تعمیر کنندگان کعبه پیش از اسلام بودند.

## تبارشناسی
نسبت آن‌ها به جمح بن عمرو بن هصیص بن کعب بن لوی بن غالب بن فهر بن مالک بن نضر بن کنانه بن خزیمه بن مدرکه بن الیاس بن مضر بن نزار بن معد بن عدنان می‌رسد. آنها با بنی‌سهم مرتبط هستند، زیرا هر دو بخشی از یک قبیله بزرگتر بودند که از یک جد یکسان، هصیص بن کعب برخاسته بودند.

## نامداران
- امیه بن خلف
- صفان بن امیه
- عثمان بن مظعون
- زینب بنت مظعون
- عمیر بن وهب